# Tanypus gracilis
Tanypus gracilis är en tvåvingeart som först beskrevs av Jean-Jacques Kieffer 1918.  Tanypus gracilis ingår i släktet Tanypus och familjen fjädermyggor.
Artens utbredningsområde är Ungern. Inga underarter finns listade i Catalogue of Life.